# Campeonato Mundial de Natación en Piscina Corta de 2002
El VI Campeonato Mundial de Natación en Piscina Corta se celebró en Moscú (Rusia) entre el 3 y el 7 de abril de 2002. Fue organizado por la Federación Internacional de Natación (FINA) y la Federación Rusa de Natación. 
Las competiciones se realizaron en las piscinas del Complejo Deportivo Olimpiski de la capital rusa. Participaron un total de 92 países.

## Resultados

### Masculino
| Evento                           | Oro                                                                                  | Plata                                                                               | Bronce                                                                                  |
| -------------------------------- | ------------------------------------------------------------------------------------ | ----------------------------------------------------------------------------------- | --------------------------------------------------------------------------------------- |
| 50 m libre (05.04)               | José Meolans Argentina 21,36 s                                                       | Mark Foster Reino Unido 21,44 s                                                     | Olexandr Volynets · Ucrania · Alexandr Popov · Rusia · 21,55                            |
| 100 m libre (07.04)              | Ashley Callus Australia 46,99                                                        | José Meolans Argentina 47,09                                                        | Salim Iles Argelia 47,66                                                                |
| 200 m libre (03.04)              | Klete Keller Estados Unidos 1:44,36                                                  | Gustavo Borges · Brasil · 1:45,67                                                   | Mark Johnston · Canadá · 1:45,88                                                        |
| 400 m libre (05.04)              | Grant Hackett Australia 3:38,29                                                      | Květoslav Svoboda · República Checa · 3:41,97                                       | Chad Carvin Estados Unidos 3:43,55                                                      |
| 1500 m libre (07.04)             | Grant Hackett Australia 14:33,94                                                     | Chris Thompson Estados Unidos 14:39,43                                              | Christian Minotti · Italia · 14:45,41                                                   |
| 50 m espalda (06.04)             | Matthew Welsh Australia 23,66                                                        | Peter Marshall Estados Unidos 24,04                                                 | Toni Helbig · Alemania · 24,17                                                          |
| 100 m espalda (04.04)            | Matthew Welsh Australia 51,26                                                        | Aaron Peirsol Estados Unidos 51,71                                                  | Peter Marshall Estados Unidos 51,84                                                     |
| 200 m espalda (07.04)            | Aaron Peirsol Estados Unidos 1:51,17 (RM)                                            | Marko Strahija · Croacia · 1:53,08                                                  | Blaž Medvešek Eslovenia 1:53,66                                                         |
| 50 m braza (07.04)               | Oleg Lisogor · Ucrania · 26,42                                                       | José Couto Portugal 27,22                                                           | Eduardo Fischer · Brasil · 27,26                                                        |
| 100 m braza (03.04)              | Oleg Lisogor · Ucrania · 58,33                                                       | Kosuke Kitajima Japón 59,10                                                         | Jarno Pihlava · Finlandia · 59,22                                                       |
| 200 m braza (05.04)              | Jim Piper Australia 2:07,16                                                          | David Denniston Estados Unidos 2:07,42                                              | Jarno Pihlava · Finlandia · 2:07,61                                                     |
| 50 m mariposa (06.04)            | Geoff Huegill Australia 22,89                                                        | Adam Pine Australia 23,29                                                           | Mark Foster Reino Unido 23,36                                                           |
| 100 m mariposa (04.04)           | Geoff Huegill Australia 50,95                                                        | Adam Pine Australia 51,27                                                           | Igor Marchenko · Rusia · 51,41                                                          |
| 200 m mariposa (07.04)           | James Hickman Reino Unido 1:53,14                                                    | Justin Norris Australia 1:54,07                                                     | Ioan Gherghel · Rumania · 1:54,16                                                       |
| 100 m cuatro estilos (07.04)     | Peter Mankoč Eslovenia 52,90                                                         | Jani Sievinen · Finlandia · 53,78                                                   | Jacob Andersen Dinamarca 54,31                                                          |
| 200 m cuatro estilos (05.04)     | Jani Sievinen · Finlandia · 1:55,45                                                  | Peter Mankoč Eslovenia 1:56,13                                                      | Thomas Wilkens Estados Unidos 1:57,34                                                   |
| 400 m cuatro estilos (04.04)     | Thomas Wilkens Estados Unidos 4:04,82                                                | Brian Johns · Canadá · 4:06,85                                                      | Jacob Carstensen Dinamarca 4:08,92                                                      |
| 4 × 100 m libre (03.04)          | Estados Unidos Scott Tucker Peter Marshall Jason Lezak Klete Keller 3:10,64          | Suecia · Eric Lafleur · Stefan Nystrand · Lars Frölander · Matthias Ohlin · 3:11,14 | Rusia · Leonid Jojlov · Alexandr Popov · Denis Pimankov · Andrei Kapralov · 3:11,24     |
| 4 × 200 m libre (04.04)          | Australia Todd Pearson Ray Hass Leon Dunne Grant Hackett 7:00,36                     | Rusia · Denis Rodkin · Yuri Prilukov · Ilia Nikitin · Andrei Kapralov · 7:05,36     | Estados Unidos Chad Carvin Erik Vendt Scott Tucker Klete Keller 7:08,73                 |
| 4 × 100 m cuatro estilos (07.04) | Estados Unidos Aaron Peirsol David Denniston Peter Marshall Jason Lezak 3:29,00 (RM) | Australia Geoff Huegill Jim Piper Adam Pine Ashley Callus 3:29,35                   | Rusia · Evgeni Alechin · Dimitri Komornikov · Igor Marchenko · Denis Pimankov · 3:30,21 |

- (RM) – Récord mundial.

### Femenino
| Evento                           | Oro                                                                                                  | Plata                                                                             | Bronce                                                             |
| -------------------------------- | --- | --------------------------------------------------------------------------------- | ------------------------------------------------------------------ |
| 50 m libre (07.04)               | Therese Alshammar · Suecia · 24,16                                                                   | Alison Sheppard Reino Unido 24,28                                                 | Tammie Stone Estados Unidos 24,65                                  |
| 100 m libre (05.04)              | Therese Alshammar · Suecia · 52,89                                                                   | Martina Moravcová · Eslovaquia · 52,96                                            | Xu Yanwei China 53,35                                              |
| 200 m libre (07.04)              | Lindsay Benko Estados Unidos 1:54,04 (RM)                                                            | Yang Yu China 1:55,34                                                             | Xu Yanwei China 1:55,63                                            |
| 400 m libre (05.04)              | Yana Klochkova · Ucrania · 4:01,26                                                                   | Chen Hua China 4:03,81                                                            | Rachel Komisarz Estados Unidos 4:06,30                             |
| 800 m libre (04.04)              | Chen Hua China 8:16,34                                                                               | Irina Ufimtseva · Rusia · 8:21,91                                                 | Flavia Rigamonti · Suiza · 8:23,38                                 |
| 50 m espalda (07.04)             | Jennifer Carroll · Canadá · 27,38                                                                    | Haley Cope Estados Unidos 27,44                                                   | Diana MacManus Estados Unidos 27,60                                |
| 100 m espalda (04.04)            | Haley Cope Estados Unidos 59,07                                                                      | Ilona Hlaváčková · República Checa · 59,13                                        | Diana MacManus Estados Unidos 59,45                                |
| 200 m espalda (05.04)            | Lindsay Benko Estados Unidos 2:04,97                                                                 | Reiko Nakamura Japón 2:07,30                                                      | Iryna Amshennikova · Ucrania · 2:07,71                             |
| 50 m braza (04.04)               | Emma Igelström · Suecia · 29,96 (RM)                                                                 | Luo Xuejuan China 30,17                                                           | Zoe Baker Reino Unido 30,56                                        |
| 100 m braza (06.04)              | Emma Igelström · Suecia · 1:05,38 (RM)                                                               | Sarah Poewe Sudáfrica 1:06,16                                                     | Luo Xuejuan China 1:06,36                                          |
| 200 m braza (07.04)              | Qi Hui China 2:20,91                                                                                 | Emma Igelström · Suecia · 2:21,30                                                 | Mirna Jukić · Austria · 2:21,63                                    |
| 50 m mariposa (05.04)            | Anna-Karin Kammerling · Suecia · 25,55                                                               | Petria Thomas Australia 26,36                                                     | Vered Borochovski Israel 26,38                                     |
| 100 m mariposa (07.04)           | Martina Moravcová · Eslovaquia · 57,04                                                               | Petria Thomas Australia 57,91                                                     | Anna-Karin Kammerling · Suecia · 58,12                             |
| 200 m mariposa (03.04)           | Petria Thomas Australia 2:05,76                                                                      | Yang Yu China 2:06,10                                                             | Mary Descenza Estados Unidos 2:06,17                               |
| 100 m cuatro estilos (05.04)     | Martina Moravcová · Eslovaquia · 59,91                                                               | Gabrielle Rose Estados Unidos 1:00,68                                             | Alison Sheppard Reino Unido 1:00,88                                |
| 200 m cuatro estilos (06.04)     | Yana Klochkova · Ucrania · 2:08,82                                                                   | Gabrielle Rose Estados Unidos 2:09,77                                             | Oxana Verevka · Rusia · 2:11,25                                    |
| 400 m cuatro estilos (03.04)     | Yana Klochkova · Ucrania · 4:30,63                                                                   | Alenka Kejžar Eslovenia 4:35,44                                                   | Georgina Bardach Argentina 4:36,36                                 |
| 4 × 100 m libre (06.04)          | Suecia · Josefin Lillhage · Therese Alshammar · Johanna Sjöberg · Anna-Karin Kammerling · 3:35,09    | Australia Sarah Ryan Petria Thomas Giaan Rooney Elka Graham 3:35,97               | China Yang Yu Tang Jingzhi Zhu Yingwen Xu Yanwei 3:36,18           |
| 4 × 200 m libre (03.04)          | China Xu Yanwei Zhu Yingwen Tang Jingzhi Yang Yu 7:46,30 (RM)                                        | Estados Unidos Lindsay Benko Gabrielle Rose Colleen Lanne Rachel Komisarz 7:47,55 | Australia Elka Graham Petria Thomas Lori Munz Giaan Rooney 7:49,50 |
| 4 × 100 m cuatro estilos (05.04) | Suecia · Therese Alshammar · Emma Igelström · Anna-Karin Kammerling · Johanna Sjöberg · 3:55,78 (RM) | Estados Unidos Haley Cope Amanda Beard Rachel Komisarz Lindsay Benko 3:57,17      | China Zhan Shu Luo Xuejuan Zheng Xi Xu Yanwei 3:57,29              |

- (RM) – Récord mundial.

## Medallero
| Núm. | País            | Oro | Plata | Bronce | Total |
| ---- | --------------- | --- | ----- | ------ | ----- |
| 1    | Australia       | 10  | 7     | 1      | 18    |
| 2    | Estados Unidos  | 8   | 9     | 9      | 26    |
| 3    | Suecia          | 7   | 2     | 1      | 10    |
| 4    | Ucrania         | 5   | 0     | 2      | 7     |
| 5    | China           | 3   | 4     | 5      | 12    |
| 6    | Eslovaquia      | 2   | 1     | 0      | 3     |
| 7    | Reino Unido     | 1   | 2     | 3      | 6     |
| 8    | Eslovenia       | 1   | 2     | 1      | 4     |
| 9    | Finlandia       | 1   | 1     | 2      | 4     |
| 10   | Argentina       | 1   | 1     | 1      | 3     |
| 10   | Canadá          | 1   | 1     | 1      | 3     |
| 12   | Rusia           | 0   | 2     | 5      | 7     |
| 13   | República Checa | 0   | 2     | 0      | 2     |
| 13   | Japón           | 0   | 2     | 0      | 2     |
| 15   | Brasil          | 0   | 1     | 1      | 2     |
| 16   | Croacia         | 0   | 1     | 0      | 1     |
| 16   | Portugal        | 0   | 1     | 0      | 1     |
| 16   | Sudáfrica       | 0   | 1     | 0      | 1     |
| 19   | Dinamarca       | 0   | 0     | 2      | 2     |
| 20   | Alemania        | 0   | 0     | 1      | 1     |
| 20   | Argelia         | 0   | 0     | 1      | 1     |
| 20   | Austria         | 0   | 0     | 1      | 1     |
| 20   | Israel          | 0   | 0     | 1      | 1     |
| 20   | Italia          | 0   | 0     | 1      | 1     |
| 20   | Rumania         | 0   | 0     | 1      | 1     |
| 20   | Suiza           | 0   | 0     | 1      | 1     |
|      | TOTAL           | 40  | 40    | 41     | 121   |